# الن اس بیکر
الن لوئیز شولمن بیکر (به انگلیسی: Ellen Louise Shulman Baker) فضانورد اهل کشور ایالات متحده آمریکا است که در ۲۷ آوریل ۱۹۵۳ میلادی در فییتویل، کارولینای شمالی زاده شد. وی در مأموریت اس‌تی‌اس-۳۴، اس‌تی‌اس-۵۰، اس‌تی‌اس-۷۱ حضور داشته است.